# دیلن ریلی اسنایدر
دیلن ریلی اسنایدر (انگلیسی: Dylan Riley Snyder؛ زادهٔ ۲۴ ژانویهٔ ۱۹۹۷) یک هنرپیشه اهل ایالات متحده آمریکا است. وی از سال ۲۰۰۶ میلادی تاکنون مشغول فعالیت بوده‌است.
او در فیلم زندگی در زمان جنگ، مادرپسر بازی کرده است.